# Lamposaari (ö i Södra Savolax, Nyslott, lat 61,98, long 28,67)
Lamposaari är en ö i Finland. Den ligger i sjön Haukivesi och i kommunen Nyslott i  landskapet Södra Savolax, i den sydöstra delen av landet, 280 km nordost om huvudstaden Helsingfors. Öns area är 19,8 hektar och dess största längd är 1 kilometer i öst-västlig riktning.